# Döllersheim
Döllersheim est un village abandonné, dépendant de la commune de Pölla dans l'état fédéré autrichien de Basse-Autriche. Le village et plusieurs autres aux alentours furent évacués juste après l'Anschluss de l'Autriche par l'Allemagne nazie en 1938 pour devenir un terrain d'entrainement de la Wehrmacht. Döllersheim est le lieu d'origine de la famille paternelle d'Adolf Hitler.

## Géographie
L'ancien village est situé dans le Waldviertel, une région de moyenne montagne rurale et forestière dans la Basse-Autriche, à environ 110 km au nord-ouest de Vienne. 

## Historique
Le lieu de Tolersheim dans le margraviat d'Autriche a été cité pour la première fois dans un document fait par le duc Henri XI de Bavière remontant à l'an 1143. Une autre mention de Tolrshaim date de 1272. Döllersheim était proche de grandes routes commerciales entre le duché d'Autriche et le royaume de Bohême au nord. Depuis le Moyen Age, la commune dispose du droit de tenir marché. Le village et son église ont été dévastés par les forces hussites en 1427 et à nouveau pendant la guerre de Trente Ans en 1620.

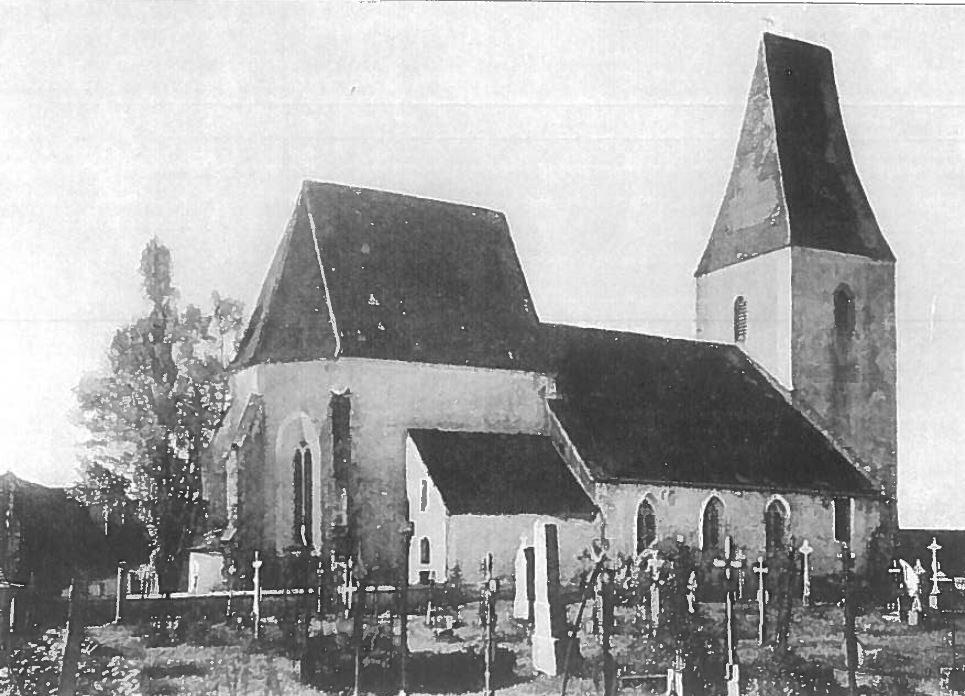
L'église de Döllersheim vers l'an 1911.

Aloïs Hitler (1837–1903), père du futur chancelier d'Allemagne, est né à Strones, un petit hameau proche de Döllersheim. La famille de sa mère non mariée, Anna Maria Schicklgruber (1795–1847), est originaire de la région depuis plusieurs générations. Aloïs est baptisé le 7 juin 1837 à l'église paroissiale de Döllersheim, alors de père inconnu. Sa mère, âgée de 41 ans en moyenne à sa naissance, se maria cinq ans plus tard avec Johann Georg Hiedler (1792–1857) qui n'a pas reconnu l'enfant. La mère d'Aloïs est morte alors qu'il n'avait que 10 ans. Il fut élevé par Johann Nepomuk Hiedler (1807–1888), frère cadet de Johann Georg, qui a vécu à Spital près de Weitra. 
Aloïs se rend à Vienne plus tard et fit une carrière de fonctionnaire des douanes. En 1876, il fit changer son nom de naissance dans le registre paroissial de Schicklgruber à Hitler. Selon sa déclaration auprès du curé de Döllersheim, son père biologique est en fait Johann Georg Hiedler, décédé il y a 19 ans. Son père nourricier, Johann Nepomuk Hiedler, a attesté la paternité de son frère défunt et le changement de nom a été déterminé de manière légale. En 1885, Aloïs épousa Klara Pölzl (1860–1907), petite-fille de Johann Nepomuk Hiedler et son ancienne domestique à Braunau am Inn.
Lors de l'annexion de l'Autriche par le Troisième Reich en mars 1938, il est décidé d'édifier un vaste terrain militaire, champ de tir et d'entraînement sur les régions isolées s'étendant de Döllersheim jusqu'à Allentsteig au nord. Sont donc annexés Döllersheim et quarante autres villages, les habitants (environ 6 800 personnes) sont déplacés de force. Les derniers habitants ont été contraints de quitter leurs maisons jusqu'à fin octobre 1941. Il ne leur sert à rien de nommer Hitler citoyen honoraire et de faire édifier une sépulture d'honneur de son grand-mère Anna Maria Schicklgruber alors que les tombes de ses ancêtres n'existaient plus. La paroisse était dissoute avec effet au 1er octobre 1942. Les zones sont placées sous le régime du nouveau Wehrkreis XVII et Hitler ordonne à ses troupes de détruire Döllersheim et plusieurs villages voisins.

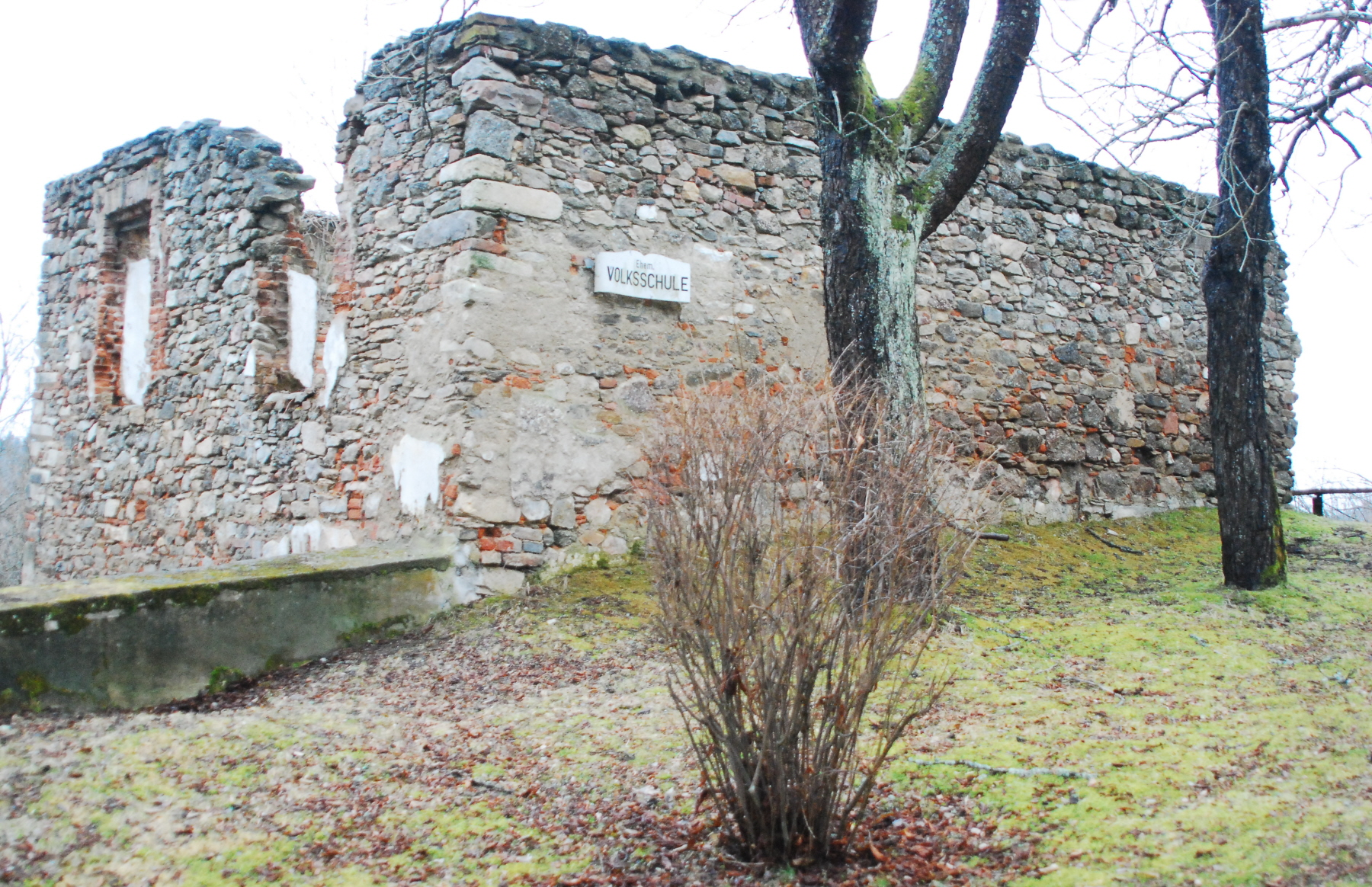
Restes de l'école élémentaire de Döllersheim.

Après la Seconde Guerre mondiale, le gouvernement autrichien prévoyait le repeuplement des domaines. Cependant, le terrain a été saisi par les occupants soviétiques. Après la fin de l'occupation en 1955 il a été remis au ministère fédéral de la Défense nationale. Le champ de manœuvres des Panzergrenadier fantassins de l'Armée fédérale autrichienne (Truppenübungsplatz Allentsteig) existe encore aujourd'hui. Depuis 1981, les abords de l'église de Döllersheim sont librement accessible. L'église, aujourd'hui appelé l'église de Paix, est classé parmi les monuments historiques et protégé conformément à la convention de La Haye. Le 13 septembre 1986, il fut consacré à nouveau par Franz Žak, évêque de Sankt Pölten et évêque militaire autrichien.